# Những kẻ rỗng tuếch
Những kẻ rỗng tuếch (tiếng Anh: The Hollow Men) – là một bài thơ của nhà thơ Mỹ đoạt giải Nobel Văn học năm 1948 T. S. Eliot. Cùng với Bản tình ca của J. Alfred Prufrock, Đất hoang, Ngày thứ Tư tro bụi (bài thơ) – Những kẻ rỗng tuếch được coi là một tác phẩm quan trọng của thơ ca thế kỷ XX và có sự ảnh hưởng rất sâu rộng đến văn hóa thế giới.

## Tổng quan và phân tích
Trường ca Những kẻ rỗng tuếch in đầy đủ lần đầu vào năm 1925 nhưng trước đó, 4 trong số 5 phần đã in riêng lẻ từng phần trong tạp chí Criterion. T. S. Eliot đem tập hợp thành một trường ca từ những bài thơ lẻ trước đó được tư duy một cách độc lập.
"Những kẻ rỗng tuếch" là cách Eliot gọi những trí thức châu Âu thời đó. Vì đánh mất lòng tin nên trong tâm hồn họ có một khoảng trống được lấp bằng những chính kiến rất ngẫu nhiên. Bởi thế, những người này vừa rỗng tuếch (hollow), vừa là hình nộm (stuffed) được kết bằng rơm rác…
- Đề từ thứ nhất của trường ca là câu trích từ tiểu thuyết Giữa lòng tăm tối (The Heart of Darkness, 1902) của Joseph Conrad (1857-1924) nói về sự đánh mất lòng tin. "Mistah Kurtz – he dead" là lời cô người hầu da đen nói tiếng Anh còn chưa sõi, thông báo về cái chết của ngài Kurtz da trắng, người mà một bộ tộc da đen ở Công-gô coi như một vị thánh. Nhưng nếu như ngài đã chết thì có nghĩa là ngài không phải thánh thần.
- Đề từ thứ hai xuất phát từ một tục lệ truyền thống – hàng năm cứ vào mồng 5 tháng 11 người ta đốt hình nộm Guy Fawkes, kẻ cầm đầu vụ mưu dùng thuốc nổ phá toà nhà Quốc hội Anh năm 1605. Tối mồng 4 sang ngày mồng 5 trẻ con mang hình nộm Guy Fawkes đến từng nhà "xin một hào cho Guy già", sau đó đem đốt hình nộm và tổ chức đốt pháo hoa.
- Điểm khó hiểu thứ nhất của trường ca này là khái niệm "vương quốc cái chết" (death’s kingdom). Khái niệm này Eliot sử dụng trong trường ca theo 5 dạng. Vì rằng sự đánh mất lòng tin nghĩa là không còn tin vào sự bất tử nên "những kẻ rỗng tuếch" đang sống trong "vương quốc cái chết". Nhưng trong vương quốc cái chết này người ta vẫn mơ ước, vẫn thấy những giấc mơ nên mới có "vương quốc mơ màng cái chết" (death’s dream kingdom). Những kẻ rỗng tuếch này, đa số là sống trong vương quốc ảo nhưng trong số họ vẫn có những người sẵn sàng từ bỏ nó để đi về vương quốc khác (giống như tĩnh ngục) để tẩy rửa và chuộc lỗi lầm. Những người này đang ở trong "vương quốc cái chết hoàng hôn" (death’s twilight kingdom). Như vậy, đã có 3 dạng của vương quốc cái chết. Ngoài vương quốc cái chết ở trần gian còn có một vương quốc cái chết ở bên kia thế giới nữa, nên có thêm một khái niệm: "vương quốc cái chết khác" (death’s other kingdom). Và cuối cùng, để phân biệt "vương quốc cái chết khác" này với một vương quốc cũng ở bên kia thế giới dành cho những kẻ ngoan đạo (giống như thiên đường), Eliot viết hoa chữ "Kingdom" – "death’s other Kingdom". Đấy là 5 cách gọi một khái niệm "vương quốc cái chết" của Eliot.
- Điểm khó hiểu thứ hai trong trường ca này là hình ảnh những đôi mắt. Những đôi mắt xuất hiện từ phần II của trường ca, và nhân vật vừa muốn được nhìn thấy những đôi mắt lại vừa sợ nhìn thấy chúng. Nhân vật muốn mặc quần áo cải trang để cho những đôi mắt kia không nhận ra. Hình tượng này Eliot mượn của Dante (Thần khúc_Tĩnh ngục, khúc ca XXXI). Không nhìn thấy đôi mắt của Beatrice thì không thể từ giã Tĩnh ngục để bước lên Thiên đường (Đôi mắt Beatrice Portinari tượng trưng cho Trí tuệ của Chúa).
- Điểm khó hiểu thứ ba là hình tượng chiếc bóng đổ xuống "giữa ý tưởng/ và hiện thực cuộc đời/ giữa ý muốn/ và hành động con người…" Chiếc bóng là biểu tượng của tính nhu nhược, thiếu quyết đoán của "những kẻ rỗng tuếch".
- Câu: "Bởi Vương quốc là Ngài" (For Thine is the Kingdom) trích từ lời cầu nguyện "Cha của chúng con" (lời Đức Chúa Giê-su trong bài giảng trên núi): "Bởi Ngài là Vương quốc, là quyền lực, là vinh quang muôn thuở. Amen!"(Vì nước, quyền, vinh hiển đều thuộc về Cha đời đời. Amen! – lời dịch của Hội Thánh Kinh tại Việt Nam. Tân Ước_Ma-thi-ơ 6:13). Chỉ có đôi mắt của tình yêu, đôi mắt của Beatrice Portinari có thể trả về nhãn quan cho "những kẻ rỗng tuếch". Những đôi mắt này là ngôi sao dẫn đường, là hoa hồng thần bí "là ngôi sao muôn đời tỏa sáng/ là muôn ngàn cánh hoa hồng/ của vương quốc cái chết hoàng hôn…" (muôn ngàn cánh hoa hồng là những thánh thần, những người ngoan đạo mà Dante nhìn thấy ở Thiên đường (Thần khúc_Thiên đường, khúc ca XXX, XXXIII).
- Câu: "Cuộc đời ta rất dài" (Life is very long) trích từ tiểu thuyết Kẻ lưu đày của những hòn đảo (An Outcast of the Islands) của J. Conrad.
- Câu: "Ta đi vòng quanh những bụi cây gai"(Here we go round the prickly pear) – nhại theo bài hát thiếu nhi "Here we go round the mulberry bush on a cold frosty morning". Cây xương rồng tượng trưng cho vùng đất khô cằn.
- Điệp khúc: "Và như thế kết thúc cuộc đời" (This is a way the world ends) – nhại theo bài hát thiếu nhi "This is the Way we Clap our Hands".

## Sự ảnh hưởng
Những kẻ rỗng tuếch có sự ảnh hưởng rất sâu rộng đến văn hóa thế giới nói chung và đến từ vựng học trong thế giới Anh ngữ nói riêng. Sự ảnh hưởng không chỉ đối với văn học mà cả âm nhạc, điện ảnh, truyền hình và trò chơi game. Danh mục rất dài các lĩnh vực cũng như những tác giả, tác phẩm cụ thể chịu ảnh hưởng của Những kẻ rỗng tuếch có thể xem link ở phần liên kết ngoài.

## Tác phẩm
| NHỮNG KẺ RỖNG TUẾCH Ngài Kurtz đã chết Xin một hào cho Guy già I Ta là những người trống rỗng Ta là những hình nộm Ta cúi xuống cùng nhau Rơm xào xạc trên đầu Giọng ta khô, nức nở Khi cùng nhau to nhỏ Lặng lẽ và hững hờ Như gió trong cỏ khô Như chuột trên kính vỡ Trong hầm rượu cạn khô. Hình thiếu nét, bóng thiếu màu Sức lực đờ ra, cử chỉ không cử động Những đôi mắt của ai nhìn thẳng Từ Vương quốc cái chết khác đang nhìn Nhắc ta, không như những kẻ vô hồn Những tâm hồn sôi động, nhưng Chỉ như những người trống rỗng Như những hình nộm bằng rơm. II Những đôi mắt tôi sợ gặp trong mơ Nhưng trong vương quốc mơ màng cái chết Những đôi mắt không có bao giờ Những đôi mắt này Trên cột gãy là ánh mặt trời Là cành cây nhún nhảy Và giọng nói Trong ngọn gió hát lên Xa cách và trang nghiêm Hơn những ngôi sao dần tắt. Hãy cho tôi đến gần Vương quốc mơ màng cái chết Hãy cho tôi được mặc Quần áo cải trang Áo khoác của chuột, lông của quạ khoang Đứng trên đồi như ngọn gió Gió đi đâu, tôi đi đó Nhưng đừng để đến gần – Lần cuối cùng gặp gỡ Trong vương quốc của hoàng hôn. III Đấy là quê hương cái chết Đấy là xứ sở của xương rồng Nơi này những pho tượng đá Và những cánh tay vật vã Của những người chết van xin Trong ánh sáng của ngôi sao tắt dần. Có phải vậy chăng Trong vương quốc cái chết khác Khi thức dậy một mình Và trong giờ khắc Ta run lên với sự dịu dàng Những bờ môi chờ hôn môi khác Và nguyện cầu cho đá vỡ tan. IV Những đôi mắt không ở đây Những đôi mắt không có ở nơi này Trong thung lũng những ngôi sao đã chết Trong thung lũng này rỗng tuếch Đã gãy quai hàm những vương quốc đã mất của ta Ở nơi của lần gặp gỡ cuối cùng Ta cùng nhau mò mẫm Và nói năng cùng nhau ta tránh Trên bờ sông có dòng nước sưng lên Không nhìn ra cho đến một khi mà Những đôi mắt chưa hiện Như ngôi sao muôn đời tỏa sáng Như muôn ngàn cánh hoa hồng Của vương quốc cái chết hoàng hôn Và chỉ đấy là niềm hy vọng Dành cho những người trống rỗng. V Ta đi vòng quanh những bụi cây gai Những bụi cây gai những bụi cây gai Ta đi vòng quanh những bụi cây gai Vào lúc năm giờ sáng. Giữa ý tưởng Và hiện thực cuộc đời Giữa ý muốn Và hành động con người Chiếc bóng kia đổ xuống Bởi Vương quốc là Ngài Giữa quan niệm Và sự dựng xây Giữa mối xúc động Và câu trả lời Chiếc bóng kia đổ xuống Cuộc đời ta rất dài Giữa niềm ước mong Và sự rung cảm Giữa khả năng Và sự sống Giữa hiện tượng Và bản chất của đời Chiếc bóng kia đổ xuống Bởi Vương quốc là Ngài Là Cuộc sống Bởi Vương quốc là Ngài và Và như thế kết thúc cuộc đời Bằng tiếng nấc chứ không bằng đập mạnh. Bản dịch của Nguyễn Viết Thắng | THE HOLLOW MEN Mistah Kurtz -- he dead. A penny for the Old Guy I We are the hollow men We are the stuffed men Leaning together Headpiece filled with straw. Alas! Our dried voices, when We whisper together Are quiet and meaningless As wind in dry grass Or rats' feet over broken glass In our dry cellar Shape without form, shade without colour, Paralysed force, gesture without motion; Those who have crossed With direct eyes, to death's other Kingdom Remember us -- if at all -- not as lost Violent souls, but only As the hollow men The stuffed men. II Eyes I dare not meet in dreams In death's dream kingdom These do not appear: There, the eyes are Sunlight on a broken column There, is a tree swinging And voices are In the wind's singing More distant and more solemn Than a fading star. Let me be no nearer In death's dream kingdom Let me also wear Such deliberate disguises Rat's coat, crowskin, crossed staves In a field Behaving as the wind behaves No nearer -- Not that final meeting In the twilight kingdom III This is the dead land This is cactus land Here the stone images Are raised, here they receive The supplication of a dead man's hand Under the twinkle of a fading star. Is it like this In death's other kingdom Waking alone At the hour when we are Trembling with tenderness Lips that would kiss Form prayers to broken stone. IV The eyes are not here There are no eyes here In this valley of dying stars In this hollow valley This broken jaw of our lost kingdoms In this last of meeting places We grope together And avoid speech Gathered on this beach of the tumid river Sightless, unless The eyes reappear As the perpetual star Multifoliate rose Of death's twilight kingdom The hope only Of empty men. V Here we go round the prickly pear Prickly pear prickly pear Here we go round the prickly pear At five o'clock in the morning. Between the idea And the reality Between the motion And the act Falls the Shadow For Thine is the Kingdom Between the conception And the creation Between the emotion And the response Falls the Shadow Life is very long Between the desire And the spasm Between the potency And the existence Between the essence And the descent Falls the Shadow For Thine is the Kingdom For Thine is Life is For Thine is the This is the way the world ends Not with a bang but a whimper. |